# Represa de Pacoima
La Represa de Pacoima (en inglés: Pacoima Dam) es una presa de arco de concreto en el arroyo de Pacoima en el sierra de San Gabriel, en el condado de Los Ángeles, California. Su embalse, el embalse de Pacoima (en inglés: Pacoima Reservoir), tiene una capacidad de 4659 000 m³.
Su construcción fue dirigida por el Distrito de Control de Inundación del Condado de Los Ángeles (en inglés: Los Angeles County Flood Control District), el cual se hizo parte del Departamento de Obras Públicas; fue completado en 1928. En el tiempo de su compleción, la represa de 371 pies (113 m) de altura era la represa de arco más alto en los EE. UU.
La represa está situada a aproximadamente 1 milla (1.6 km) al nordeste de Sylmar, por encima del valle de San Fernando.

## Instrumentación
Cuando construcción de la represa de Pacoima empezó, el condado de Los Ángeles contrató a Roy W. Carlson como su ingeniero de concreto y de pruebas de suelos. Desarrolló el primer medidor de tensión en el mundo que podía ser incrustado en concreto. También desarrolló un calorímetro adiabático y termómetros de resistencia eléctrica para determinar por qué la temperatura del concreto aumentaba durante su curación y como mejor evitar grietas causadas por estas tensiones.

## Monitoreo de terremotos
La represa de Pacoima resistió pero sufrió daños por el muy fuerte movimiento de tierra (>1 g) qué ocurrió durante los temblores de San Fernando de 1971 y de Northridge de 1994. Debido a preocupaciones sobre la estabilidad de la represa y especialmente su reacción a terremotos futuros potenciales, el condado de Los Ángeles, con el soporte técnico del USGS, empezó a monitorear la represa usando un GPS continuo.